# Odeion
Een Odeion (Latijn odeum, Oudgrieks ᾠδεῖον) was in de oudheid een gebouw dat voor zang- en muziekvoorstellingen en -wedstrijden alsook voor voordrachten werd gebruikt. Gewoonlijk was het halfrond en verschilde het van theaters door haar overdekking.
Het oudst bekende gebouw van deze soort was de zogenaamde Skias die door de bouwmeester Theodorus 7e of 6e eeuw v.Chr. bij de markt van Sparta was herbouwd. In Athene liet Perikles rond 447 v.Chr. een Odeion bij de zuidoosthelling van de Akropolis aanleggen, in 86 v.Chr. verwoest, maar spoedig opnieuw opgericht. Een tweede Odeion op de Agora ontving Athene waarschijnlijk door Marcus Vipsanius Agrippa, een derde door Herodes Atticus bij de zuidwesthelling van de Akropolis (zie Odeion van Herodes Atticus).
Daarnaast zijn zulke gebouwen ook in Ephese, Korinthe, Patras en andere Griekse steden bekend. In Rome liet keizer Domitianus in de 1e eeuw n.Chr. een odeum bouwen, gelijk met de bouw van een Grieks stadion.
In de Nieuwe Tijd bedoelt men met Odeion de grote aan de muziek, het theater en de dans gewijde gebouwen, zo bijvoorbeeld het Odeion in München.
De naam ging toen over op de vroege demonstratiezalen voor Cinematografie, zie daarnaast ook Nickelodeon.
Een discotheek in Amsterdam heet Odeon, gebouwd als koopmanshuis in 1662 op de plaats van de afgebroken bierbrouwerij Het witte lam aan het Singel. In 1830 of 1838 werd het verbouwd tot de eerste concertzaal in Amsterdam. In 1882 werd er de oprichtingsvergadering van het Concertgebouw gehouden, en het ontwerp van het nieuwe gebouw zou zijn gebaseerd op het gebouw van Odeon. In 1912 werd het een filmzaal (mogelijk het eerste gebruik van de naam Odeon voor de locatie). Sinds 1981 is het een discotheek.